# Saison 2014 des Mariners de Seattle
La saison 2014 des Mariners de Seattle est la 38e saison en Ligue majeure de baseball pour cette franchise.
Dirigés pour la première fois par Lloyd McClendon et accueillant le joueur étoile Robinson Canó, les Mariners sont dans la course aux séries éliminatoires toute l'année mais ratent la qualification au dernier jour de la saison régulière. Ils sont menés par ce qui est un temps considéré le meilleur personnel de lanceurs du baseball majeur,, mais éprouvent de la difficulté à empêcher l'adversaire de marquer dans le dernier droit de la campagne. Avec 87 victoires contre 75 défaites, les Mariners gagnent 16 matchs de plus qu'en 2013, connaissent leur première saison gagnante depuis 2009, réalisent leur meilleure performance depuis 2007, mais ratent les éliminatoires pour une 13e année de suite. Ils prennent le 3e rang de la division Ouest de la Ligue américaine, à 11 matchs des meneurs mais à une seule victoire d'une place en éliminatoires.

## Contexte
En 2013, les Mariners connaissent une 4e saison perdante de suite et encaissent 4 défaites de plus qu'en 2012. Avec 71 succès mais 91 défaites, ils prennent le 4e rang de la section Ouest de la Ligue américaine, le transfert des Astros de Houston dans cette division leur permettant d'éviter le dernier rang pour la première fois depuis 2009. Une fois de plus, ils possèdent l'une des pires offensives du baseball majeur mais la situation est plus rose au monticule, alors que Hisashi Iwakuma et Félix Hernández terminent respectivement 3e et 8e au vote de fin d'année qui détermine le gagnant du trophée Cy Young du meilleur lanceur.

## Intersaison

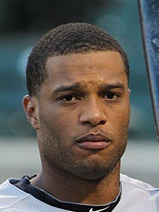
Robinson Canó.

Eric Wedge ayant annoncé dans les derniers jours de la saison 2013 qu'il ne serait pas de retour à la barre des Mariners pour une 4e année, Lloyd McClendon, un ancien manager des Pirates de Pittsburgh devenu instructeur chez les Tigers de Détroit, lui succède et devient le 5 novembre 2013 le 19e gérant de l'histoire de la franchise.
Les Mariners frappent le grand coup de l'intersaison lorsqu'ils mettent sous contrat le 12 décembre 2013 le joueur de deuxième but Robinson Canó, cinq fois joueur étoile chez les Yankees de New York et candidat au titre de meilleur joueur de la ligue lors des quatre dernières saisons. Canó accepte le contrat de 170 millions de dollars pour 7 saisons proposé par Seattle.
Le 5 décembre 2013, Seattle rapatrie sur un contrat de deux saisons le joueur d'utilité Willie Bloomquist, membre des Mariners de 2002 à 2008 et porte-couleurs des Diamondbacks de l'Arizona depuis trois ans.
Le 13 décembre, le lanceur droitier Carter Capps est échangé aux Marlins de Miami contre le joueur de premier but Logan Morrison. Le même jour, le premier but Corey Hart, qui a raté sur blessure toute la saison 2013 des Brewers de Milwaukee, est mis sous contrat par Seattle. Le 18 décembre, les Mariners font signer un nouveau contrat à leur voltigeur Franklin Gutiérrez qui, souvent blessé ou ennuyé par des soucis de santé, n'a disputé que 173 des 486 parties de l'équipe dans les 3 saisons précédentes. Cependant, à la mi-février 2014, Gutiérrez informe le club que les symptômes d'une maladie gastro-intestinale dont il souffre se sont amplifiés et qu'il ne jouera pas pour un an afin de plutôt s'occuper de sa santé,.
Le 16 janvier 2014, le receveur John Buck rejoint les Mariners sur un contrat d'un an.
Le 13 février, l'ancien stoppeur des Rays de Tampa Bay, le lanceur droitier Fernando Rodney, conclut une entente de 14 millions de dollars pour deux saisons avec les Mariners.

## Calendrier pré-saison
L'entraînement de printemps 2014 des Mariners se déroule du 27 février au 29 mars.

## Saison régulière
La saison régulière de 162 matchs des Mariners débute le 31 mars à Anaheim contre les Angels de Los Angeles et se termine le 28 septembre suivant. Le premier match local au Safeco Field de Seattle est disputé le 8 avril alors que ces mêmes Angels sont les visiteurs.

### Classement
| Ligue américaine (Division Ouest) | V  | D  | %    | Diff. | Diff. (séries) |
| --------------------------------- | -- | -- | ---- | ----- | -------------- |
| Angels de Los Angeles             | 98 | 64 | ,605 | -     | -              |
| Athletics d'Oakland               | 88 | 74 | ,543 | 10    | -              |
| Mariners de Seattle               | 87 | 75 | ,537 | 11    | 1              |
| Astros de Houston                 | 70 | 92 | ,432 | 28    | 18             |
| Rangers du Texas                  | 67 | 95 | ,414 | 31    | 21             |

### Juillet
- 2 juillet : Félix Hernández des Mariners est voté meilleur lanceur de juin 2014 dans la Ligue américaine, un honneur mensuel qu'il reçoit pour la 4e fois de sa carrière[23].
- 24 juillet : Les Mariners rapatrient à Seattle le joueur de premier but et frappeur désigné Kendrys Morales, qu'ils obtiennent des Twins du Minnesota en retour du lanceur de relève droitier Stephen Pryor[24].
- 25 juillet : Félix Hernández des Mariners établit un nouveau record de la Ligue américaine pour un lanceur partant avec un 13e départ consécutif d'au moins 7 manches dans lequel il accorde deux points ou moins. Il abat la marque de l'Américaine établie en 1907 par Chief Bender des A's de Philadelphie et égale celle des majeures, établie par Tom Seaver des Mets de New York en 1971[25].

### Septembre
- 28 septembre : Une victoire des Athletics d'Oakland confirment la qualification de ses derniers en séries éliminatoires et provoquent l'élimination des Mariners, qui en sont aussi à leur dernier match de la saison[1].